# Bilboquet (périodique)
Pour les articles homonymes, voir Bilboquet (homonymie).
Bilboquet est un hebdomadaire de bande dessinée français de huit pages publié par les Éditions de Montsouris de février 1938 à janvier 1939. Après 48 numéros, il fut absorbé par Pierrot. Contrairement aux autres titres de la maison d'édition, seules des bandes dessinées américaines y étaient publiées, à l'imitation du Journal de Mickey.